# Carlo Leopoldo di Meclemburgo-Schwerin
Carlo Leopoldo di Meclemburgo-Schwerin (Grabow, 26 novembre 1678 – Dömitz, 28 novembre 1747) è stato duca di Meclemburgo-Schwerin.

## Biografia
Carlo Leopoldo era il secondo figlio del Duca Federico di Meclemburgo-Schwerin (1638-1688) e della Principessa Cristina Guglielmina d'Assia-Homburg (1653-1722) nipote del Duca Cristiano Ludovico I di Meclemburgo-Schwerin (1623-1692), deceduto senza eredi. Il fratello maggiore di Carlo Leopoldo, Federico Guglielmo (1675-1713) succedette al nonno come Duca il 21 giugno 1692. Nel 1701, con la firma di un trattato ad Amburgo Federico Guglielmo ottenne per sé il titolo generico di Duca del Meclemburgo, titolo che si trasmise poi a Carlo Leopoldo ed a tutti i suoi eredi sino al 1918. Carlo Leopoldo ottenne un appannaggio annuale di 15.000 Talleri. Entrato nei corpi di cavalleria, si specializzò in Francia, in Inghilterra e nei Paesi Bassi, oltre che nei territori dell'Impero presso Amburgo.
Carlo Leopoldo fu in stretti rapporti d'amicizia con il Re Carlo XII di Svezia. Quest'alleanza portò ad uno scambio reciproco tra i due stati, il che velocizzò notevolmente anche gli scambi commerciali tra Baltico e Germania. Anche dai suoi avversari quali Eugenio di Savoia, venne riconosciuto come valente e coraggioso in battaglia. Nell'estate del 1713 Carlo Leopoldo divenne Duca di Meclemburgo-Schwerin a seguito della morte del fratello Federico Guglielmo, deceduto senza eredi.
Carlo Leopoldo inaugurò una politica di sovranità assolutistica sui suoi domini, tra cui Rostock, che ricevette non pochi privilegi anche a livello comunale. Come gran parte degli stati della Germania del Nord, anche il Meclemburgo-Schwerin venne coinvolto nella Grande guerra del Nord, dove Carlo Leopoldo partecipò con le proprie truppe.

## La questione dell'Hannover
Grazie alla politica del proprio Primo Ministro, il Conte Andreas Gottlieb von Bernstorff, riuscì a stringere stretti rapporti anche con il Principe Elettore di Hannover. Questa amicizia, però, si interruppe nel 1714 quando il Principe Elettore venne eletto Re d'Inghilterra col nome di Giorgio I, realizzando un'unione personale tra i propri domini tedeschi e quelli posti oltre la manica, risiedendo stabilmente a Londra. Molti stati tedeschi vicini all'Hannover si erano infatti opposti a questa detenzione pluristatale ed avevano preteso che Giorgio I lasciasse i propri domini dell'Elettorato nelle mani di alcuni dei suoi parenti più prossimi, tra cui spiccavano anche i Meclemburgo-Schwerin.
La causa, ad ogni modo, si arenò, e l'Hannover rimase alle dipendenze della corona britannica (attraverso un rappresentante della famiglia, nominato appositamente Elettore), sino alla fine della Guerra Austro-Prussiana nel  1866.
Carlo Leopoldo morì il 28 novembre 1747 a Dömitz e venne succeduto dal fratello minore, Cristiano Ludovico.

## Matrimonio e figli
Carlo Leopoldo si sposò tre volte.
La prima volta, il 27 maggio 1708, a Leeuwarden, sposò la Principessa Sofia Edvige di Nassau-Dietz, la quale però venne ripudiata in quanto non ritenuta in grado di dare un erede al trono.
Il 7 giugno 1710, a Doberau, Carlo Leopoldo si risposò con Christine von Lepel, dalla quale però non ebbe figli.
Esigenze politiche di alleanza con la Russia (con la quale aveva avuto dei contrasti sulla questione del dominio dell'area delle coste baltiche) spinsero Carlo Leopoldo a separarsi dalla seconda moglie, ed a sposare, il 19 aprile 1716, Caterina Ivanovna Romanova, figlia dello Zar Ivan V e nipote dello Zar Pietro I, dalla quale ebbe i seguenti eredi:
- Elisabetta (18 dicembre 1718-19 marzo 1746, sposò il Duca Antonio Ulrico di Brunswick-Wolfenbüttel; fu madre dello Zar Ivan VI e Zarina di Russia con il nome di Anna II;
- un figlio di cui non ci è giunto il nome (nato e morto il 18 gennaio 1722).

Carlo Leopoldo, non avendo avuto eredi maschi, alla sua morte, il trono di Meclemburgo-Schwerin passò al fratello minore Cristiano Ludovico.

## Ascendenza
|                                           |                            |                                               | Genitori                           |  |  | Nonni |  |  | Bisnonni                             |  |  | Trisnonni                                  |  |
|                                           |                            |                                               |                                    |  |  |       |  |  | Giovanni VII di Meclemburgo-Schwerin |  |  | Giovanni Alberto I di Meclemburgo-Schwerin |  |
|                                           |                            |                                               |                                    |  |  |       |  |  | Giovanni VII di Meclemburgo-Schwerin |  |  | Giovanni Alberto I di Meclemburgo-Schwerin |  |
|                                           |                            | Anna Sofia di Prussia                         |                                    |  |  |       |  |  | Giovanni VII di Meclemburgo-Schwerin |  |  |                                            |  |
| Adolfo Federico I di Meclemburgo-Schwerin |                            |                                               |                                    |  |  |       |  |  | Giovanni VII di Meclemburgo-Schwerin |  |  |                                            |  |
|                                           |                            | Sofia di Holstein-Gottorp                     | Adolfo di Holstein-Gottorp         |  |  |       |  |  |                                      |  |  |                                            |  |
|                                           |                            | Sofia di Holstein-Gottorp                     | Adolfo di Holstein-Gottorp         |  |  |       |  |  |                                      |  |  |                                            |  |
|                                           |                            | Sofia di Holstein-Gottorp                     | Cristina d'Assia                   |  |  |       |  |  |                                      |  |  |                                            |  |
| Federico di Meclemburgo-Schwerin          |                            | Sofia di Holstein-Gottorp                     |                                    |  |  |       |  |  |                                      |  |  |                                            |  |
|                                           |                            | Giulio Ernesto di Brunswick-Dannenberg        | …                                  |  |  |       |  |  |                                      |  |  |                                            |  |
|                                           |                            | Giulio Ernesto di Brunswick-Dannenberg        | …                                  |  |  |       |  |  |                                      |  |  |                                            |  |
|                                           |                            | Giulio Ernesto di Brunswick-Dannenberg        | …                                  |  |  |       |  |  |                                      |  |  |                                            |  |
| Maria Caterina di Braunschweig-Dannenberg |                            | Giulio Ernesto di Brunswick-Dannenberg        |                                    |  |  |       |  |  |                                      |  |  |                                            |  |
|                                           |                            | Maria dell'Osterfriesland                     | …                                  |  |  |       |  |  |                                      |  |  |                                            |  |
|                                           |                            | Maria dell'Osterfriesland                     | …                                  |  |  |       |  |  |                                      |  |  |                                            |  |
|                                           |                            | Maria dell'Osterfriesland                     | …                                  |  |  |       |  |  |                                      |  |  |                                            |  |
| Carlo Leopoldo di Meclemburgo-Schwerin    |                            | Maria dell'Osterfriesland                     |                                    |  |  |       |  |  |                                      |  |  |                                            |  |
|                                           | Federico I d'Assia-Homburg | Giorgio I d'Assia-Darmstadt                   |                                    |  |  |       |  |  |                                      |  |  |                                            |  |
|                                           | Federico I d'Assia-Homburg | Giorgio I d'Assia-Darmstadt                   |                                    |  |  |       |  |  |                                      |  |  |                                            |  |
|                                           | Federico I d'Assia-Homburg | Maddalena di Lippe                            |                                    |  |  |       |  |  |                                      |  |  |                                            |  |
| Guglielmo Cristoforo d'Assia-Homburg      | Federico I d'Assia-Homburg |                                               |                                    |  |  |       |  |  |                                      |  |  |                                            |  |
|                                           |                            | Margherita Elisabetta di Leiningen-Westerburg | Cristoforo di Leiningen-Westerburg |  |  |       |  |  |                                      |  |  |                                            |  |
|                                           |                            | Margherita Elisabetta di Leiningen-Westerburg | Cristoforo di Leiningen-Westerburg |  |  |       |  |  |                                      |  |  |                                            |  |
|                                           |                            | Margherita Elisabetta di Leiningen-Westerburg | Anna Maria Ungnad di Weissenwolff  |  |  |       |  |  |                                      |  |  |                                            |  |
| Cristina Guglielmina d'Assia-Homburg      |                            | Margherita Elisabetta di Leiningen-Westerburg |                                    |  |  |       |  |  |                                      |  |  |                                            |  |
|                                           |                            | Giorgio II d'Assia-Darmstadt                  | Luigi V d'Assia-Darmstadt          |  |  |       |  |  |                                      |  |  |                                            |  |
|                                           |                            | Giorgio II d'Assia-Darmstadt                  | Luigi V d'Assia-Darmstadt          |  |  |       |  |  |                                      |  |  |                                            |  |
|                                           |                            | Giorgio II d'Assia-Darmstadt                  | Maddalena di Brandeburgo           |  |  |       |  |  |                                      |  |  |                                            |  |
| Sofia Eleonora d'Assia-Darmstadt          |                            | Giorgio II d'Assia-Darmstadt                  |                                    |  |  |       |  |  |                                      |  |  |                                            |  |
|                                           |                            | Sofia Eleonora di Sassonia                    | Giovanni Giorgio I di Sassonia     |  |  |       |  |  |                                      |  |  |                                            |  |
|                                           |                            | Sofia Eleonora di Sassonia                    | Giovanni Giorgio I di Sassonia     |  |  |       |  |  |                                      |  |  |                                            |  |
|                                           |                            | Sofia Eleonora di Sassonia                    | Maddalena Sibilla di Hohenzollern  |  |  |       |  |  |                                      |  |  |                                            |  |
|                                           |                            | Sofia Eleonora di Sassonia                    |                                    |  |  |       |  |  |                                      |  |  |                                            |  |